# Croton leandrii
Espèce
Croton leandrii est une espèce de plantes à fleurs du genre Croton et de la famille Euphorbiaceae présente au sud-ouest de Madagascar.
Il a pour synonyme :
- Croton arenicola, Leandri, 1939